# 계룡건설
계룡건설산업 주식회사(Kyeryong Construction Industrial Co.,Ltd., 鷄龍建設産業)는 대한민국의 건설회사이다.1970년 1월 20일 합자회사 계룡건설로 설립되어 1978년 주식회사로 전환하면서 사명을 계룡건설산업으로 변경하였다. 주요 아파트 브랜드는 리슈빌이다.
국토교통부가 발표한 2020 시공능력평가 결과, 토건시평액 1조 8,0114억 원으로 지난해와 같은 18위를 기록했다. 
계룡건설은 대전에 본사를 두고 있고 세종시 공동주택 사업에 다수 참여하여 행정수도 세종 이전 수혜주로 여겨지고 있다.

## 연혁
- 1970년 1월: 합자회사 계룡건설 설립[5]
- 1978년 10월: 계룡건설산업주식회사로 법인전환
- 1992년 9월: 동성건설 설립
- 1993년 12월: 계룡장학재단 설립
- 1993년 9월: 사옥 이전 (대전광역시 서구 월평중로 21)
- 1996년 1월: 기업공개 및 증권거래소 상장
- 1998년 6월: 계룡산업 설립
- 2002년 11월: 고속도로관리공단(현 KR산업) 인수
- 2009년 10월: 대전광역시 매출의 탑 (1조원)
- 2009년 12월: KR유통 설립
- 2014년 2월: 사옥 이전 (대전광역시 서구 탄방동)

## 아파트 브랜드
- 엘리프

## 같이 보기
- 이인구: 명예회장
- 한승구: 대표이사 회장
- 이승찬: 대표이사 사장
- 국토교통부
- 대한건설협회
- 건설워커